# Como ama una mujer
Como ama una mujer es el primer álbum grabado completamente en idioma español por la cantante y actriz estadounidense Jennifer Lopez. Fue producido principalmente por los compositores colombianos Julio Reyes y Estéfano y fue lanzado el 27 de marzo de 2007. Después de lanzar su cuarto álbum de estudio, Rebirth (2005), López comenzó a trabajar intensamente en el álbum con Anthony, Estéfano y Julio Reyes Copello en un período de dos años y medio. Compuesto íntegramente por baladas (y con la excepción de algunos otros géneros), "Como ama una mujer" habla sobre el amor y el desamor, siendo orgánico en su instrumentación e introspectivo en sus letras.

## Información del álbum

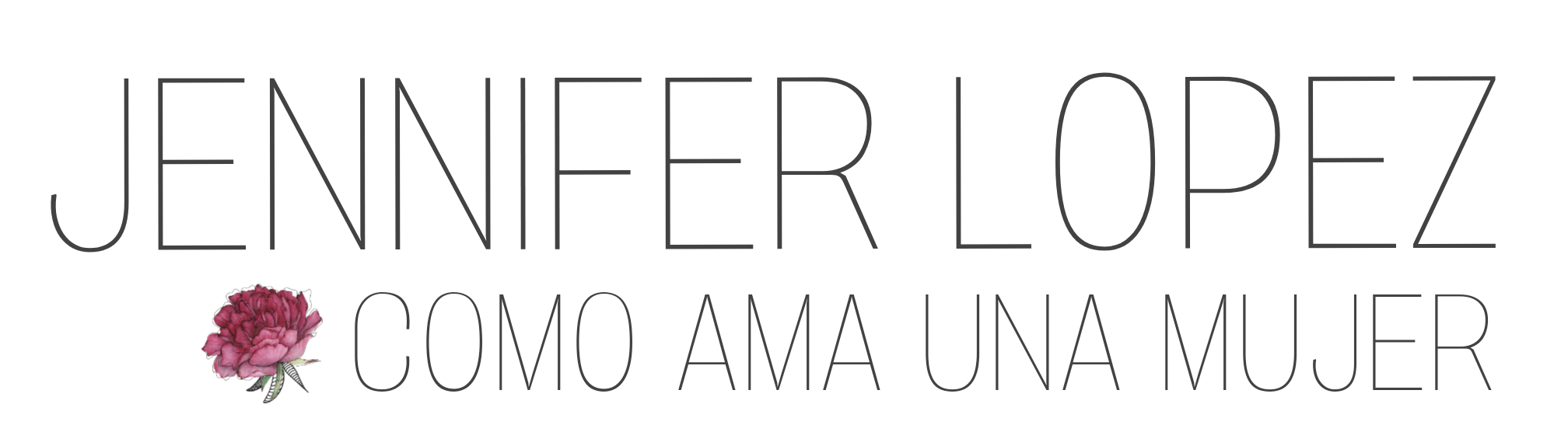
Logotipo del álbum

El primer sencillo del álbum, «Qué hiciste», fue lanzado en algunas estaciones de radio norteamericanas en enero de 2007 y a mediados de febrero en Europa. La canción fue lanzada en importantes estaciones de radio el 27 de marzo de 2007, día en que el disco fue puesto a la venta oficialmente. «Me haces falta» y «Por arriesgarnos» (a dúo con su entonces esposo, Marc Anthony) fueron los dos siguientes sencillos que fueron lanzados sin promoción alguna de parte de la disquera, desconcertando a sus fanes que esperan mucha promoción después del éxito mundial del primer sencillo «Qué hiciste».
El nombre de este álbum obedece a un sueño que tuvo Marc Antonhy con la también cantante y en ese entonces recién fallecida diva española Rocío Jurado. En el sueño a Marc Anthony le fue revelado que el álbum debía llamarse así y que dirección musical debería llevar los temas que componen este álbum, Según declaraciones del mismo Marc Anthony.[cita requerida]
El disco debutó en el primer lugar de las listas latinas, donde permaneció por 4 semanas. Luego descendió al segundo lugar por 7 semanas. Tuvo un inusual debut en la lista de popularidad estadounidense Billboard Top 200 y logró llegar al puesto número 21 de la lista Top 100 iTunes Albums.
Jennifer López se unió al selecto grupo de artistas cuyos discos en idioma español han debutado en el Top 10 de Estados Unidos. Las cifras de los mercados musicales en idiomas diferentes al español indican que el álbum debutó en el Top 10 en países como Suiza, Grecia, Italia, Alemania y Polonia.
Jennifer confirmó a la revista Latina que grabará un segundo álbum en español, si especificar fecha.

## Producción
Como ama una mujer reúne una colección de baladas escritas y producidas por Estéfano. Impactó a los críticos musicales porque no se imaginaron a Jennifer López haciendo un disco serio de baladas finas con orquesta sinfónica.[cita requerida] Jennifer sorprendió a todos por la potencia de su voz, callando a los que decían que no cantaba.[cita requerida] La producción del álbum tardó tres años en terminar (2004-2007), pues Jennifer y sus productores, Julio Reyes, Marc Anthony y Estefano, querían que el disco fuera un clásico.
Cuatro de las canciones del disco incluyen las cuerdas de la Orquesta Sinfónica de Londres, dichos temas son «Por arriesgarnos», «Como ama una mujer», «Tú» y «Amarte es todo». Los músicos del cantante de rock argentino, Fito Páez, trabajaron en algunas canciones del álbum, incluyendo el primer sencillo «Qué hiciste», además de los temas «Tú» y «Me haces falta».

## Lista de canciones
| N.º | Título               | Escritor(es)                             | Productor(s)              | Duración |  |
| 1.  | «Qué hiciste»        | Marc Anthony, Julio Reyes, Jimena Romero | Marc Anthony, Julio Reyes | 4:57     |  |
| 2.  | «Me haces falta»     | Anthony, Estéfano                        | Marc Anthony, Estéfano    | 3:37     |  |
| 3.  | «Como ama una mujer» | Estéfano, Reyes                          | Marc Anthony, Estéfano    | 6:01     |  |
| 4.  | «Te voy a querer»    | Estéfano, Pilar Quiroga, Jimmy Paredes   | Marc Anthony, Estéfano    | 4:40     |  |
| 5.  | «Por qué te marchas» | Anthony, Estéfano                        | Marc Anthony, Estéfano    | 4:33     |  |
| 6.  | «Por arriesgarnos»   | Estéfano, Reyes                          | Marc Anthony, Estéfano    | 3:31     |  |
| 7.  | «Tú»                 | Anthony, Estéfano, Reyes                 | Marc Anthony, Estéfano    | 4:10     |  |
| 8.  | «Amarte es todo»     | Estéfano, Reyes                          | Marc Anthony, Estéfano    | 4:00     |  |
| 9.  | «Apresúrate»         | Anthony, Estéfano, José Luis Pagan       | Marc Anthony, Estéfano    | 5:02     |  |
| 10. | «Sola»               | Estéfano, Reyes                          | Marc Anthony, Estéfano    | 5:19     |  |
| 11. | «Adiós»              | Estéfano, Reyes                          | Marc Anthony, Estéfano    | 4:09     |  |

Bonus track
| #   | Título     | Duración |
| --- | ---------- | -------- |
| 12. | Quién será | 3:51     |

## Posicionamiento en las listas

### Posiciones semanales
| Chart (2007)                        | Posición más alta |
| ----------------------------------- | ----------------- |
| Austria (Ö3 Austria)                | 10                |
| Bélgica (Ultratop flamenca)         | 30                |
| Bélgica (Ultratop flamenca)         | 12                |
| Canadá (Nielsen SoundScan)          | 50                |
| Croacia (HDU)                       | 1                 |
| Países Bajos (Album Top 100)        | 31                |
| Europa (Billboard)                  | 3                 |
| Finlandia (Suomen Virallinen Lista) | 29                |
| Francia (SNEP)                      | 11                |
| Alemania (Offizielle Top 100)       | 4                 |
| Grecia (IFPI Greece)                | 5                 |
| Grecia (IFPI Greece)                | 1                 |
| Hungría (MAHASZ)                    | 3                 |
| Italia (FIMI)                       | 2                 |
| México (AMPROFON)                   | 8                 |
| Polonia (ZPAV)                      | 9                 |
| Portugal (AFP)                      | 12                |
| España (PROMUSICAE)                 | 2                 |
| Suecia (Sverigetopplistan)          | 49                |
| Suiza (Schweizer Hitparade)         | 1                 |
| Taiwán (5Music)                     | 3                 |
| Uruguay (CUD)                       | 10                |
| Estados Unidos (Billboard 200)      | 10                |
| US Billboard Top Latin Albums       | 1                 |
| US Billboard Latin Pop Albums       | 1                 |
| Venezuela (Recordland)              | 12                |

### Sucesión y posicionamiento
| Predecesor: La llave de mi corazón de Juan Luis Guerra & su banda 4.40 | U.S. Billboard Top Latin Albums — Álbum N°. 1 14 de abril de 2007 - 11 de mayo de 2007 | Sucesor: Residente o visitante de Calle 13 |

| Predecesor: La historia continúa... parte III de Marco Antonio Solís | U.S. Billboard Latin Pop Albums — Álbum N°. 1 14 de abril de 2007 - 1 de junio de 2007 | Sucesor: La mejor... colección de Marco Antonio Solís |

## Ventas y certificaciones
| País           | Certificación | Ventas  |
| -------------- | ------------- | ------- |
| Austria        | Oro           | 15 000  |
| Francia        | -             | 33 000  |
| Alemania       | Oro           | 100 000 |
| Grecia         | Oro           | 10 000  |
| Hungría        | Oro           | 10 000  |
| Italia         | Oro           | 50 000  |
| México         | Oro           | 60 000  |
| Rusia          | 2x Platino    | 40 000  |
| España         | Platino       | 80 000  |
| Suiza          | Platino       | 40 000  |
| Venezuela      | Platino       | 10 000  |
| Estados Unidos | -             | 210 000 |